# 長谷川涼香

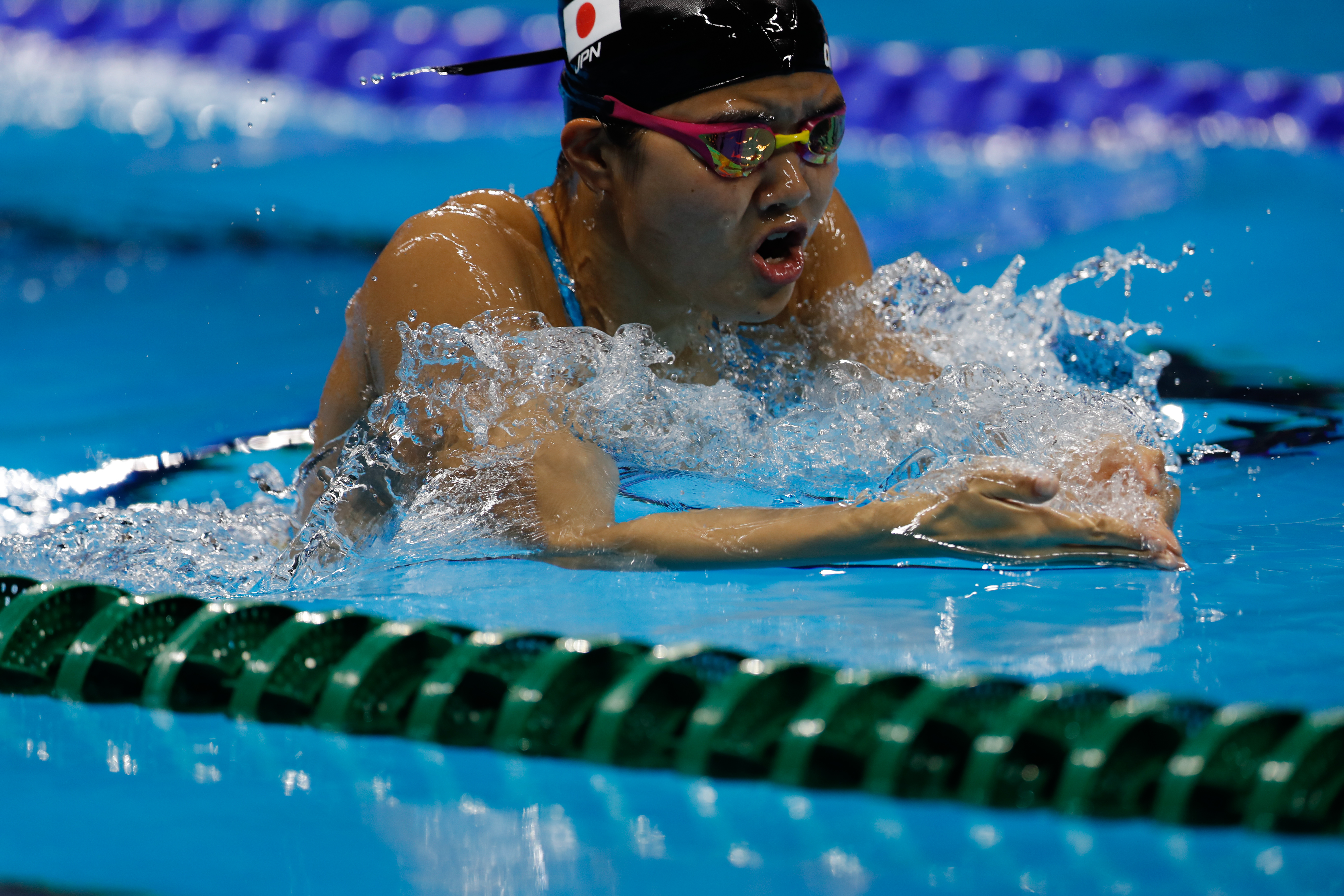
リオ五輪本番会場での練習風景

長谷川 涼香（はせがわ すずか、2000年1月25日 - ）は、東京都北区出身の競泳バタフライの選手。身長166cm。東京ドームに所属。

## 経歴
水泳のコーチだった父親の影響で0歳で浴槽に投げ込まれ、2歳前には1mの高さからプールに飛び込むなどして水に慣れ親しむと、3歳の時には本格的に水泳を習い始めた。5歳になると全ての泳法をマスターするまでになった。中学入学直前に出場したジュニアオリンピック春季大会の100mバタフライで優勝した。北区立田端中学校1年の時にはジュニアオリンピック夏季大会の50mと100mバタフライで優勝を飾った。ジュニアオリンピック春季大会では100mと200mバタフライで優勝した。2年の時には全国中学校水泳競技大会の100mバタフライで優勝した。ジュニアオリンピック春季大会では200mバタフライで優勝した。3年の時には全国中学校水泳競技大会の100mバタフライで優勝すると、200mバタフライでも2分08秒87の中学新記録で2冠を達成した。ジュニアパンパシフィック選手権と国体の100mバタフライでも優勝した。オーストラリアで開催された国別対抗戦スーパーシリーズでは200mバタフライで2分07秒89の中学新記録を樹立して2位に入った。
淑徳巣鴨高校に入学すると、1年の時にはインターハイの100mバタフライで優勝、200mバタフライでは2位だった。国体では2連覇を果たした。なお、長谷川の高校の1年後輩となる池江璃花子とは各種大会でこれまで競い合ってきた。高校2年の時には日本選手権の100mバタフライでは3位にとどまったものの、200mバタフライでは派遣標準記録を突破する2分06秒92で世界チャンピオンの星奈津美に続く2位となり、2016年リオデジャネイロオリンピック代表に選出された。長谷川はこの際に「やっと緊張感から解放されて、楽になりました」「1年後輩の璃花子が先に五輪を決めたのを見ていたので、自分も行けるのはすごくうれしいですし、五輪では星さんにしっかりついていきたいです」と語った。7月には国体の東京都代表選考会に出場すると、今季世界3位となる2分6秒00の好記録で優勝を飾り、オリンピックのメダル候補に躍り出た。しかし、8月のリオデジャネイロオリンピックでは決勝に進めず9位に終わった。オリンピック直後に出場したインターハイでは100mと200mバタフライで2冠を達成した。
2017年、高校3年となってすぐの日本選手権（日本ガイシホール）では、200mバタフライで2分6秒29のタイムを出して初の優勝を飾った。世界選手権の200ｍバタフライでは6位だった。世界ジュニアでは200mバタフライで2位となった。10月3日には日本大学スポーツ科学部でAO入試試験に合格した。
東京オリンピックでは競泳女子200mバタフライ準決勝に出場し、2分09秒42のタイムで全体の9位となり決勝進出はならなかった。

## 人物
競馬ファンだった父親が、G1馬のサイレンススズカより名前を拝借した。また、元オリンピック競泳選手の千葉すずの名からもあやかっている。「バカになりたくないです」と、勉強時間は練習時間と同じ2時間を充てている。朝6時から勉強に取り組むこともあるらしい。一方、アイドルグループの嵐の大ファンで、試合前には必ず嵐の曲を口ずさんでリラックスすることを心がけている。

## 主な戦績
- 2012年 - ジュニアオリンピック春季大会 100mバタフライ 優勝
- 2012年 - 全国中学校水泳競技大会 100mバタフライ 4位 200mバタフライ 4位
- 2012年 - ジュニアオリンピック夏季大会 50mバタフライ 優勝 100mバタフライ 優勝
- 2013年 -ジュニアオリンピック春季大会 100mバタフライ 優勝 200mバタフライ 優勝
- 2013年 - 全国中学校水泳競技大会 100mバタフライ 優勝 200mバタフライ 3位
- 2014年 -ジュニアオリンピック春季大会 200mバタフライ 優勝
- 2014年 - 全国中学校水泳競技大会 100mバタフライ 優勝 200mバタフライ 優勝
- 2014年 - ジュニアパンパシフィック選手権 100mバタフライ 優勝 200mバタフライ 4位
- 2014年 - 国体 100mバタフライ 優勝
- 2015年 - 国別対抗戦スーパーシリーズ 200mバタフライ 2位
- 2015年 - ジャパンオープン 100mバタフライ 5位 200mバタフライ 5位
- 2015年 - インターハイ 100mバタフライ 優勝 200m 2位 メドレーリレー 4位
- 2015年 - 国体 100mバタフライ 優勝
- 2016年 - 競泳3カ国対抗 100mバタフライ 3位 200mバタフライ 3位
- 2016年 - コナミオープン 200mバタフライ 2位
- 2016年 - 日本選手権 100mバタフライ 3位 200mバタフライ 2位
- 2016年 - リオデジャネイロオリンピック 200mバタフライ 9位
- 2016年 - インターハイ 100mバタフライ 優勝 200m 優勝
- 2017年 - 日本選手権 200mバタフライ 優勝
- 2017年 - 世界選手権 200ｍバタフライ 6位
- 2017年 - 世界ジュニア 200mバタフライ 2位

## 自己ベスト
長水路
- 100mバタフライ 57秒49[20]
- 200mバタフライ 2分5秒62[20]